# مدونة قانونية

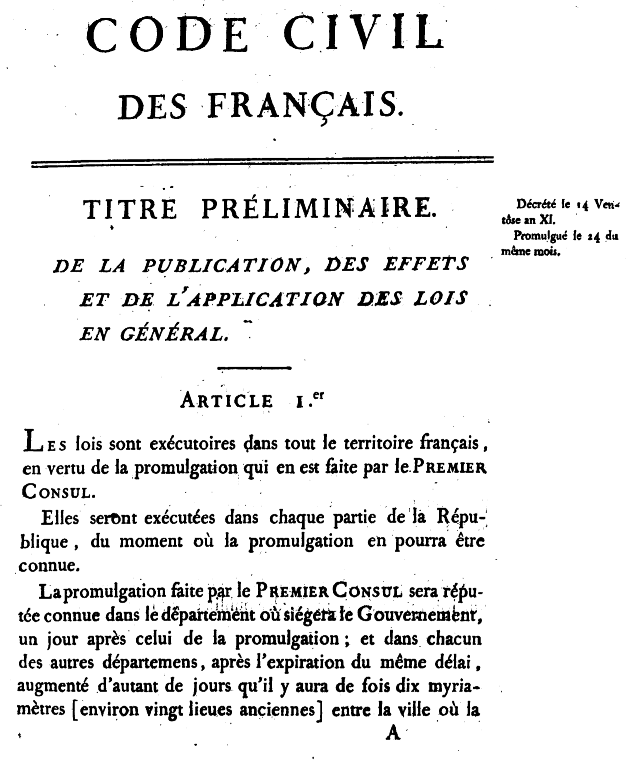

المدونة القانونية هي نوع من التشريعات التي تجمع القواعد القانونية المتفرقة المتعلقة بأحد فروع القانون في تشريع شامل واحد كالقانون المدني أو مثل مدونة الأسرة، وقد يراد بتدوين القانون تجميع وتدوين القواعد القانونية المتفرقة التي تهم مؤسسة معينة من مؤسسات ومجالات القانون في كتاب واحد وتدقيقها والعمل على تنسيقها، حيث إنه يسهل على القاضي التعرف على القاعدة القانونية التي يمكن أن تطبق على حالة معينة، كما أنه يؤدي إلى توحيد القانون في جميع تراب الدولة، 